# Großes Sängerlexikon

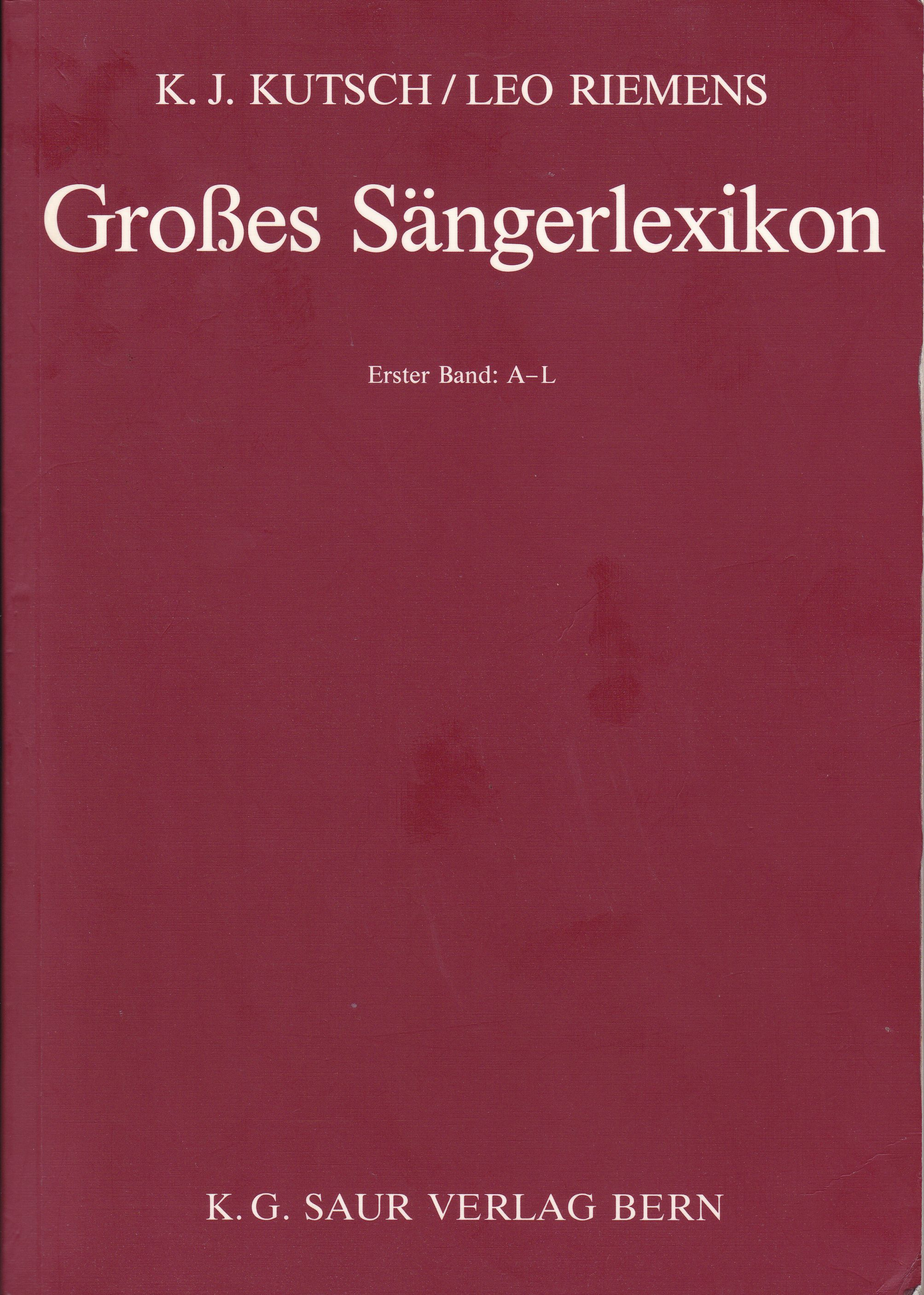
Deckblatt des ersten Bands der Ausgabe von 1993

Das Große Sängerlexikon (meist kurz zitiert als Kutsch/Riemens) gilt als das weltweit umfangreichste Fachlexikon über Sänger und Sängerinnen klassischer Musik. Nachgezeichnet werden die Karrieren von Sängern in den Bereichen Oper, Operette, Oratorium und Kunstlied.

## Inhalt
Das Nachschlagewerk enthält in seiner vierten Auflage rund 20.000 Biographien der Sänger ab dem 16. Jahrhundert bis in die Gegenwart. Die einzelnen Artikel enthalten zumeist „den Künstler- und bürgerlichen Namen, das Stimmfach, die Lebensdaten sowie Angaben zu Herkunft, Ausbildung, biographisch bedeutsamen Stationen, Wirkungsstätten und Entwicklung des Repertoires“. Ergänzend werden „Stammbäume weit verzweigter Sängerfamilien [aufgezeigt], wichtige Informationen über Tonträger mit Aufnahmen des Künstlers und weiterführende Literaturangaben [... sowie] für zahlreiche Opern und Operetten das Datum und die Besetzung der Uraufführung“.
Das Lexikon wurde begonnen von dem praktischen Arzt Karl-Josef Kutsch (* 1924), einem Sammler von Schallplatten und Sängerbiographien, sowie dem niederländischen Musikwissenschaftler Leo Riemens (1910–1985). Seit Riemens’ Tod wirkt der Gymnasiallehrer Hansjörg Rost (* 1942) mit, seit 1994 als Mitherausgeber.
Die dritte Auflage erschien (mit Ausnahme des zweiten Ergänzungsbands) auch als CD-ROM mit durchsuchbarem Volltext. Die vierte Auflage wird als Druckausgabe mit zusätzlichem E-Book ausgeliefert.

## Ausgaben
Unvergängliche Stimmen. Kleines Sängerlexikon
- 1. Auflage. Francke, Bern und München 1962, 429 S.
- 2., überarbeitete und stark erweiterte Auflage. Francke, Bern und München 1966, 555 S.

Unvergängliche Stimmen. Sängerlexikon
- 1. Auflage:
  - Hauptband. Francke, Bern und München 1975, ISBN 3-7720-1145-4, 731 S.
  - Ergänzungs-Band. Francke, Bern und München 1979, ISBN 3-7720-1437-2, 263 S.
- 2., neu bearbeitete und erweiterte Auflage. Francke, Bern und München 1982, ISBN 3-7720-1555-7, 782 S.

Großes Sängerlexikon
- 1. Auflage
  - 2 Hauptbände (A–L; M–Z). Saur, Bern 1987, ISBN 3-317-01638-8, 3452 Sp.
  - Ergänzungs-Band 1. Saur, Bern 1991, ISBN 3-317-01763-5, 2002 Sp.
  - Ergänzungs-Band 2. Saur, Bern 1994, ISBN 3-907820-69-X, 1598 Sp.

- 2., unveränderte Auflage:
  - Kartonierte Ausgabe der bis 1991 erschienenen 3 Bände der 1. Auflage: Saur, Bern 1993, ISBN 3-907820-70-3

- 3., erweiterte Auflage
  - 5 Hauptbände (Aarden–Davis; Davislim–Hiolski; Hirata–Möves; Moffo–Seidel; Seidemann–Zysset). Saur, Bern und München 1997, ISBN 3-598-11598-9 (geb.) bzw. ISBN 3-598-11419-2 (kartoniert, 1999), 3980 S.
  - Band 6. Ergänzungen. Saur, München 2000, ISBN 3-598-11418-4, 679 S.
  - CD-ROM der Bände 1–6 (= Digitale Bibliothek. Band 33). Directmedia, Berlin 2000, ISBN 3-89853-133-3. Inhaltlich unveränderte weitere Auflage: Directmedia, Berlin 2004, ISBN 3-89853-433-2
  - Band 7. Ergänzungen 2. Saur, München 2002, ISBN 3-598-11453-2, 634 S.

- 4., erweiterte und aktualisierte Auflage
  - 7 Bände (Aarden–Castles; Castori–Frampoli; Franc–Kaidanoff; Kainz–Menkes; Menni–Rappold; Rasa–Sutton; Suvanny–Zysset). Druckausgabe mit E-Book. Saur, München 2003, ISBN 978-3-598-44088-5 (später übernommen von De Gruyter, Berlin, mit ISBN 978-3-11-915958-6), LIX, 5371 S.
  - E-Book: ISBN 978-3-598-44088-5 (doi:10.1515/9783598440885)

## Rezensionen
- Jutta Lambrecht: Rezension der 3. Auflage, in: Forum Musikbibliothek, 1999
- Jan David Schmitz: Rezension zur CD-ROM-Ausgabe der 3. Auflage, in: H-Soz-u-Kult, 17. April 2003
- Klaus Schreiber: Rezension in: Informationsmittel für Bibliotheken (IFB), 8 (2000) 1/4
- Karl-Josef Kutsch, Leo Riemens: Großes Sängerlexikon, Rezensionsnotiz zur NZZ vom 8. November 2003 auf Perlentaucher